# 西藏长逍遥蛛
西藏长逍遥蛛（学名：Thanatus xizangensis）为逍遥蛛科狼逍遥蛛属的动物。在中国大陆，分布于西藏等地。该物种的模式产地在西藏。